# Vajgen
Vajgen je naselje v Občini Pesnica.